# Assedio di Siracusa (278 a.C.)
L'assedio di Siracusa del 278 a.C. fu l'ultimo tentativo da parte di Cartagine di conquistare Siracusa. Siracusa, a quel tempo, era indebolita dalla guerra civile che opponeva Tinione a Sosistrato. I cartaginesi sfruttarono l'opportunità per assediare per terra e per mare Siracusa. Tinione e Sosistrato si appellano al re d'Epiro Pirro per venire a soccorrerla dalla minaccia. Quando Pirro arrivò, la flotta e l'esercito si ritirarono senza nemmeno combattere.

## Gli attacchi cartaginesi dividono Siracusa
Iceta di Siracusa, tiranno della città, fu rimosso dal potere da Tinione. Tinione fu poi contestato da Sosistrato per aver assunto il potere di Siracusa. Sostrato allora prese la parte di Siracusa sulla terraferma siciliana, mentre Tinione tenne l'isola di Ortigia.
Quando le due fazioni di Siracusa persero il loro iniziale prestigio a causa della guerra, i cartaginesi sfruttarono la situazione e assediarono la città per terra e per mare. Essi bloccarono il Porto Grande, con un centinaio di navi e assediarono le mura con 50000 uomini, saccheggiando allo stesso tempo il territorio intorno alla città. Entrambe le fazioni in guerra a Siracusa chiesero assistenza a Pirro. Gli abitanti si aspettavano un suo aiuto perché la moglie Lanassa era la figlia di Agatocle, un ex tiranno di Siracusa.

## Pirro arriva in soccorso di Siracusa
Pirro, anche se era in conflitto con la repubblica romana nel Sud Italia, accettò. La reputazione di Pirro, infatti, come liberatore dei greci dalle minacce dei barbari sarebbe stata danneggiata se Siracusa fosse stata conquistata da Cartagine. Inoltre, la Sicilia offrì l'occasione per una invasione della Libia, come Agatocle aveva fatto prima di lui.
Pirro arrivò a Sicilia all'inizio del 278 a.C. Quando sbarcò in Sicilia ha fatto un'alleanza con Tindarione, tiranno di Tauromenio. Dopo aver ricevuto soldati da quella città, continuò a marciare verso Catana dove fece sbarcare la sua fanteria. Mentre stava trasferendo il suo esercito e la flotta a Siracusa, i cartaginesi inviarono una trentina di navi in missione altrove. La flotta e l'esercito rimanente si ritirarono e Pirro entrò a Siracusa incontrastato. Successivamente Tinione e Sosistrato consegnarono la città a lui, che li riconciliò.

## Conseguenze
Pirro inglobò la propria flotta con quella di stanza a Siracusa. La città possedeva oltre 120 navi, di cui 20 senza ponti, e un enneres reale; Pirro così aumentò la sua flotta di oltre 200 navi. Eraclide di Leontini presentò a lui le sue città e l'esercito di 4 000 fanti e 500 cavalieri. Dopo aver stipulato con molte altre città siciliane un'alleanza, Pirro desiderò anche conquistare la Libia.
Pirro rifiutò le suppliche cartaginesi per una pace e attaccò il loro territorio in Sicilia. Ridusse il loro territorio alla sola Lilibeo, la loro ultima roccaforte in Sicilia occidentale. Pirro assediò anche questa, ma non fu in grado di prenderla, perché Cartagine, controllando ancora il mare, rifornì costantemente la città. Sollevò l'assedio e iniziò i preparativi per invadere la Libia con la sua flotta.
In quel periodo, però, fu disprezzato dai sicelioti per il suo comportamento autoritario. L'ultima goccia fu la sua esecuzione di Tinione. Anche se Tinione e Sosistrato collaborarono con Pirro, egli non si fidava di loro. Quando Sosistrato, infatti, non si sentiva più al sicuro e fuggì, fu accusato da Tinione di cospirare contro Sosistrato e lo fece uccidere. I greci di Sicilia divennero ostili a lui e si allearono con alcune città, coi cartaginesi e i mamertini. A questo punto Pirro decise di tornare nel Sud Italia per sostenere la guerra coi sanniti e i tarantini, che stavano perdendo contro Repubblica Romana.